# (2761) Eddington
(2761) Eddington es un asteroide que forma parte del cinturón de asteroides y fue descubierto por Edward L. G. Bowell desde la Estación Anderson Mesa, en Flagstaff, Estados Unidos, el 1 de enero de 1981.

## Designación y nombre
Eddington fue designado al principio como 1981 AE.
Más adelante se nombró en honor del astrónomo estadounidense Arthur Stanley Eddington (1882-1944).

## Características orbitales
Eddington orbita a una distancia media de 3,081 ua del Sol, pudiendo acercarse hasta 2,522 ua y alejarse hasta 3,641 ua. Su excentricidad es 0,1815 y la inclinación orbital 3,172 grados. Emplea 1976 días en completar una órbita alrededor del Sol.

## Características físicas
La magnitud absoluta de Eddington es 12,1.